# Emmett Berry
Pour les articles homonymes, voir Berry (homonymie).
Emmett Berry est un trompettiste de jazz américain né le 23 juin 1915 à Macon (Géorgie) et mort le 22 juin 1993 à Cleveland (Ohio).

## Biographie
Emmett Berry nait en Georgie, mais passe sa jeunesse à Cleveland où il apprend la musique avec un trompettiste classique. Il débute dans des orchestres locaux avant de partir en tournée, en 1932, avec les « Chicago Nightingales ».
De 1936 à 1939, il est membre du big band de Fletcher Henderson. Il joue ensuite pour Horace Henderson, puis Earl Hines.
En 1941, il est membre du « CBS studio band » dirigé par Raymond Scott et, à ce titre, travaille beaucoup pour la radio. À la même époque, il enregistre aussi des faces dans le combo de Teddy Wilson (dont des séances où la formation accompagne Billie Holiday). En 1942, il joue dans le big band de Lucky Millinder avant de rejoindre, en 1943, celui de Lionel Hampton. Il joue ensuite dans le sextet de John Kirby et dans la formation d'Eddie Heywood.
De 1945 à 1950, il travaille pour Count Basie. Il est un des solistes principaux de l'orchestre.
Dans les années 1950-60, Emmett Berry est musicien « free lance » à New York et Los Angeles. On l'entendre surtout dans orchestres de jazz mainstream (Buck Clayton, Jimmy Rushing, Johnny Hodges, Buddy Tate...), mais aussi dans des groupes de dixieland (Sidney Bechet, Wilbur De Paris, Peanuts Hucko, Big Chief Russell Moore (en)...). Musicien de studio, il apparait même parfois, comme simple « trompettiste de pupitre », dans des contextes plus modernes (par exemple en 1959, comme membre d'un orchestre dirigé par Gil Evans accompagnant Miles Davis).
En 1970, à la suite d'une grave dépression nerveuse, Emmett Berry se retire définitivement de la scène musicale pour aller s'installer à Cleveland. Il y décède en 1993.
Emmett Berry est un trompettiste représentatif du jazz mainstream. On retrouve dans son style l'influence de Louis Armstrong mais surtout celle de Roy Eldridge.